# Estadio Olímpico Jaime Morón León
El Estadio Olímpico Jaime Morón León, conocido anteriormente como Pedro de Heredia, está ubicado en el barrio Olaya Herrera sector 11 de Noviembre de la ciudad de Cartagena (Colombia). Tiene una capacidad para 16.068 espectadores. Es la sede del Real Cartagena, club de la Categoría Primera B de la Dimayor.

## Historia
Desde 1958 varios procesos han marcado su historia. Estuvo desolado, volvió a figurar gracias a la presencia del Real Cartagena en el fútbol profesional colombiano y es insignia de la Ciudad Heroica que en 2006 albergó los XX Juegos Centroamericanos y del Caribe. 

### Su construcción
Desde 1954 la Ciudad Heroica tuvo la idea de organizar algún tipo de competencia deportiva nacional e internacional, para lo cual necesitaba construir varios escenarios que cumplieran con los requisitos y así albergar eventos de ese tipo.
En 1958 se inició la construcción de la Unidad Deportiva Pedro de Heredia, hoy con el nombre de Fidel Mendoza Carrasquilla, en el lugar donde actualmente se encuentran varios escenarios como el estadio de fútbol Jaime Morón, el estadio de béisbol Once de Noviembre, la Plaza de Toros Monumental de Cartagena de Indias, el Parque de Atletismo Campo Elías Gutiérrez, el Complejo Acuático Jaime González, el Estadio de Sóftbol de Chiquinquirá Argemiro Bermúdez Villadiego y el Coliseo de Deportes de Combate.
El diseño y el cálculo estructural de la obra se adjudican al ingeniero Guillermo González Zuleta y el proyecto arquitectónico al arquitecto Germán Samper Gnecco.
Las primeras competencias que se organizaron en la capital del Bolívar fueron los VII Juegos Nacionales de 1958; pero, por diferentes inconvenientes, la ciudad únicamente pudo albergar estos eventos en 1960. En esa época, el Estadio Pedro de Heredia, cuya inversión inicial había sido de un millón de pesos, no fue terminado y durante un buen período quedó en obra negra. Para poder realizar los juegos de 1960 el estadio debió quedarse sin la “gradería de sol”, sin un buen gramado, sin drenaje y con una buena cantidad de baños sin terminar.

### Terminación de la construcción
Tras varios años de esfuerzos por tener mejores instalaciones deportivas, un grupo de empresarios y dirigentes decidió apoyar a la ciudad con el fin de terminar el escenario y construir algunas obras más como el estadio de béisbol (cuyo nombre sería 11 de Noviembre), el coliseo de boxeo Bernardo Caraballo y la Plaza de Toros.

### Remodelación para Juegos Centroamericanos y del Caribe 2006
Esta obra fue inaugurada el 17 de diciembre de 2004. Desde entonces, el Jaime Morón León es el único estadio de fútbol de la ciudad.
La intervención se inició con miras a los XX Juegos Centroamericanos y del Caribe, los cuales serían registrados como el evento deportivo más importante del que haya sido anfitrión Cartagena, hecho que también está expresado en el eslogan del certamen: “Entra a la historia”.
Para las justas deportivas el Jaime Morón pudo contar con un buen sistema de drenaje, una gramilla más adecuada, cuatro camerinos, una zona de calentamiento con pasto artificial, un camerino para los árbitros, una cafetería nueva, un tablero electrónico y un ascensor para los dirigentes y personajes públicos. Además, también se adecuaron las 12 cabinas de prensa, la zona vip, y las oficinas del IDER (Instituto de Deporte y Recreación Distrital), la Liga de Fútbol de Cartagena y del Equipo de Fútbol Real Cartagena.

### Cambio de nombre
Para el 2007, por iniciativa del Concejal Antonio Quinto Guerra Varela con un acuerdo distrital se le cambió el nombre, dejando de ser el estadio Pedro de Heredia, para convertirse en el Estadio Olímpico Jaime Morón León, en homenaje al jugador de fútbol cartagenero Jaime Morón que triunfó en Millonarios siendo goleador y campeón de Colombia en dos oportunidades 1972 y 1978 y las Selección Colombia en las diferentes categorías. Jaime Morón falleció en el 2005.

### Remodelación para el Campeonato Mundial de la FIFA Sub-20
Durante 2010 y los primeros meses del año 2011, el estadio fue sometido a una reforma, en la cual se cambió la cancha y se añadió silletería al escenario, para recibir partidos de la Copa Mundial de Fútbol Sub-20 de 2011.

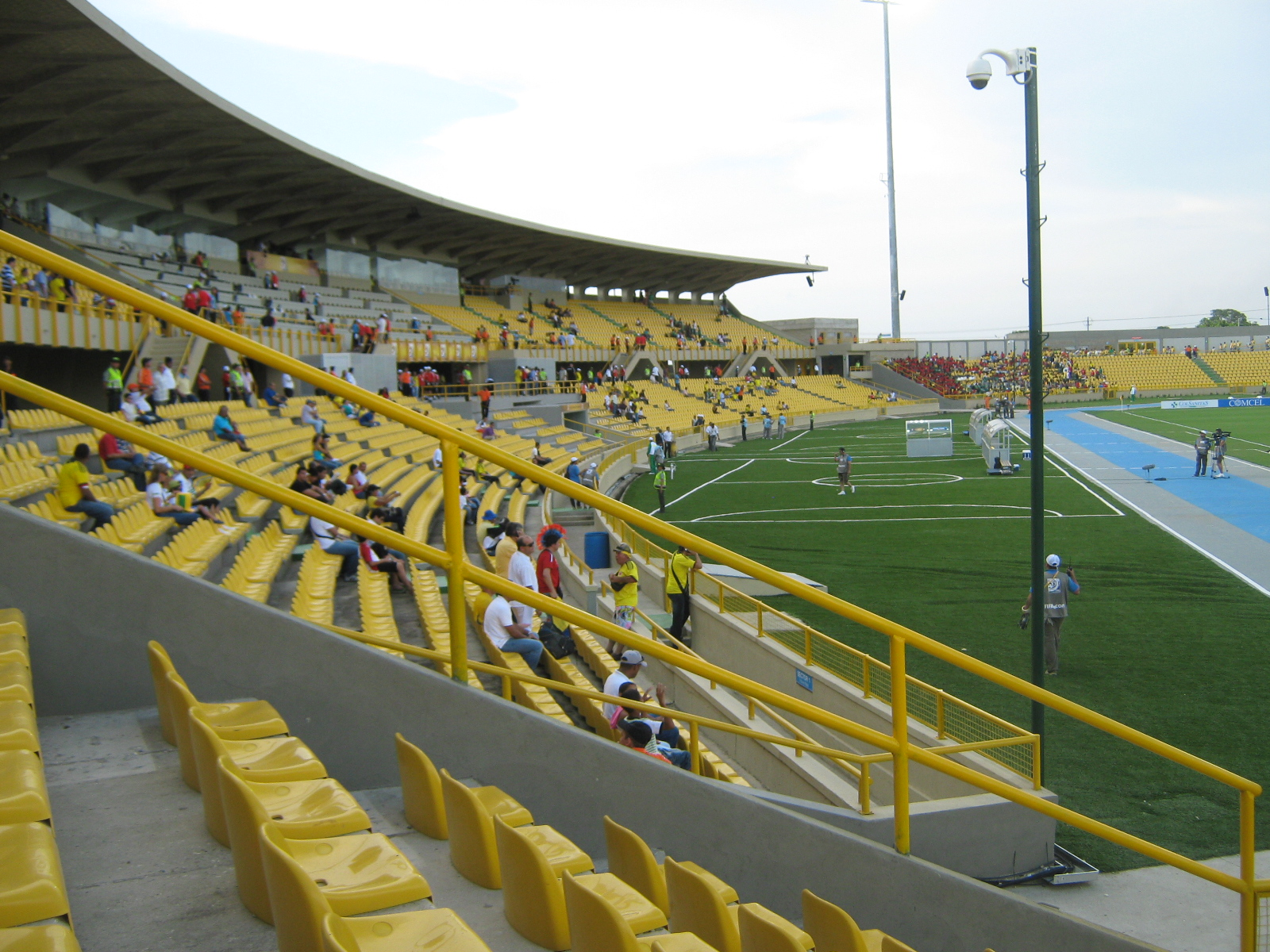
Tribuna occidental estadio Jaime Morón León.

Estas reformas iban dirigidas a cumplir los requisitos FIFA para dichas competiciones, como lo son las sillas, la iluminación, el terreno de juego, las cabinas de prensa, las zonas vip, etc. Luego de estos trabajos, el estadio cambió considerablemente su imagen, convirtiéndose en el estadio colombiano para el mundial con mayor avance.
El estadio quedó con silletería completa, además de la terminación de tribunas sur y norte, y un nuevo piso para las mismas; asimismo la tribuna oriental sufrió el mismo cambio pero esta tribuna finalizó mayor altura, también zonas vip, estacionamientos, baterías sanitarias entre otras, en total se espera invirtieron unos 18 000 millones de pesos en las obras.
Los delegados de la FIFA le dieron su visto bueno en el mes de abril de 2011, considerando que las obras se habían desarrollado rápido.

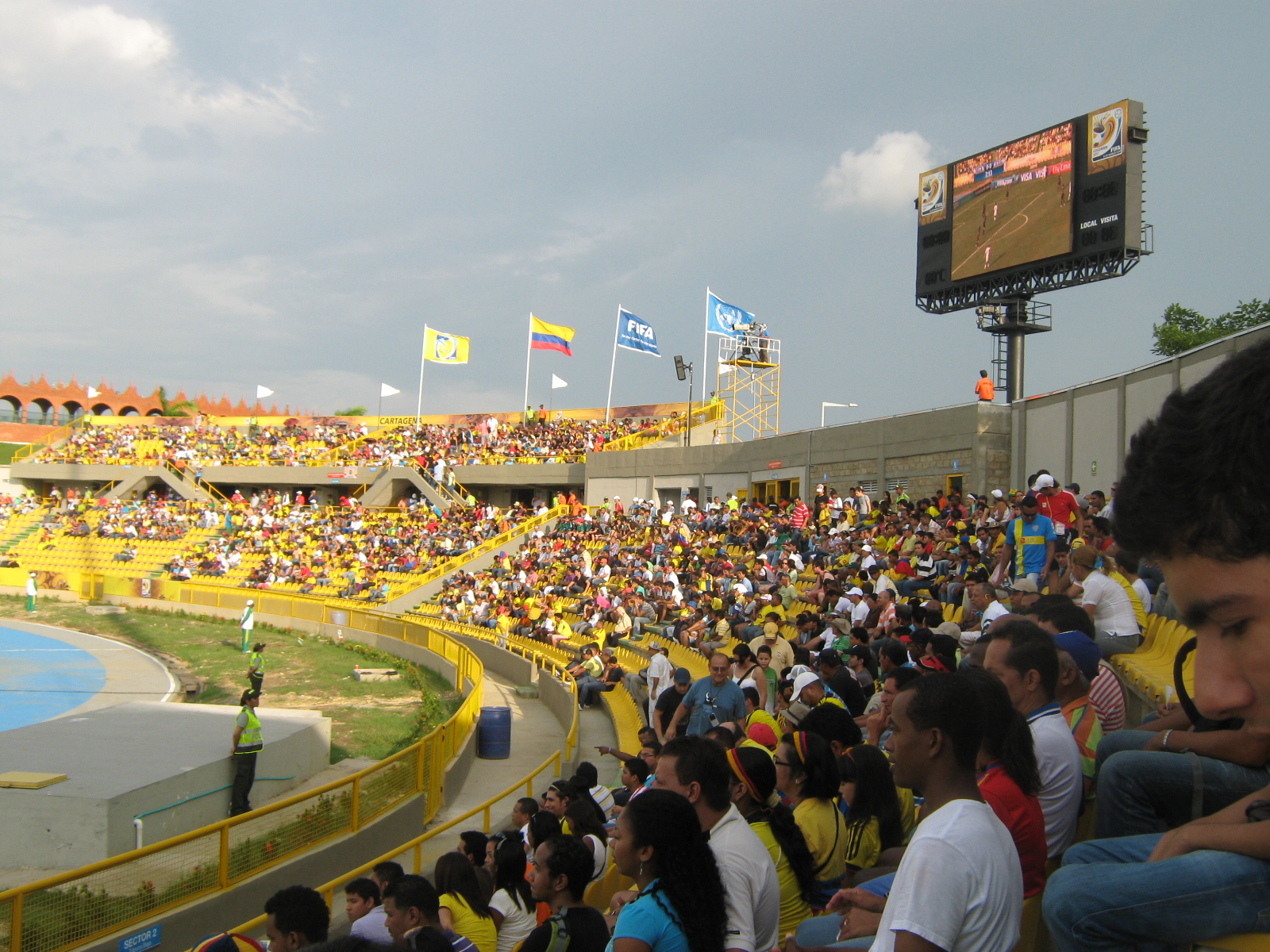
Tribuna sur Estadio Jaime Morón.

Para la inauguración se jugó un partido amistoso llamado 'Duelo de Reales' entre el Real Cartagena y el Real Mallorca.

### Datos para destacar
En el 2001 fue la sede del Triangular de Ascenso entre los equipos Unión Magdalena, Atlético Bucaramanga y Cúcuta Deportivo.
En el Torneo de Ascenso en las temporadas 2003 y 2004 fue sede de Expreso Rojo Cartagena. 
Su remodelación más importante se vino a dar únicamente a comienzos de 2006 después de haber sido sede de una final del Fútbol Profesional Colombiano entre Real Cartagena y Deportivo Cali  en el Torneo Finalización 2005.
En el 2017 albergó por primera vez un torneo internacional de clubes oficial, cuando el Junior jugó sus partidos de local correspondientes a la segunda y tercera fase de la Copa Libertadores 2017, siendo utilizado también en otras ocasiones para jugar de local.

## Eventos

### Copa Mundial de Fútbol Sub-20 de 2011
En el Olímpico Jaime Morón León se jugaron tres partidos en fase de grupos, dos por el Grupo E y uno por el Grupo F. Durante la segunda fase, se jugaron dos partidos, uno de octavos de final y uno de cuartos de final.
| Fecha                | Fase             | Equipo   |                     | Resultado |                       | Equipo     | Espectadores                                                            |
| -------------------- | ---------------- | -------- | ------------------- | --------- | --------------------- | ---------- | ----------------------------------------------------------------------- |
| 29 de julio de 2011  | Grupo E          | Austria  | Bandera de Austria  | 0 - 0     | Bandera de Panamá     | Panamá     | 13 198 Reporte Archivado el 23 de diciembre de 2019 en Wayback Machine. |
| 4 de agosto de 2011  | Grupo F          | México   | Bandera de México   | 0 - 0     | Bandera de Inglaterra | Inglaterra | 16 042 Reporte Archivado el 23 de diciembre de 2019 en Wayback Machine. |
| 4 de agosto de 2011  | Grupo E          | Egipto   | Bandera de Egipto   | 4 - 0     | Bandera de Austria    | Austria    | 16 042 Reporte Archivado el 23 de diciembre de 2019 en Wayback Machine. |
| 10 de agosto de 2011 | Octavos de final | Francia  | Bandera de Francia  | 1 - 0     | Bandera de Ecuador    | Ecuador    | 15 958 Reporte Archivado el 23 de diciembre de 2019 en Wayback Machine. |
| 13 de agosto de 2011 | Cuartos de final | Portugal | Bandera de Portugal | 0 - 0     | Bandera de Argentina  | Argentina  | 15 946 Reporte Archivado el 23 de diciembre de 2019 en Wayback Machine. |